# Saint-Martin-la-Plaine
Saint-Martin-la-Plaine là một xã trong tỉnh Loire miền trung nước Pháp.